# Пол Лукас
Пол Лукас (на унгарски: Lukács Pál; на английски: Paul Lukas) е унгарско-американски актьор.

## Биография
Роден е на 26 май 1891 година в Будапеща като Пал Лукач. Дебютира в театъра през 1916 година, а в киното година по-късно. След успешна кариера в Унгария, Германия и Австрия, през 1927 година той заминава за Съединените щати, а през 1933 година получава американско гражданство. Участва в множество кинопродукции в Холивуд. През 1943 година получава Оскар и Златен глобус за най-добра мъжка роля за участието си във филма „Рейнска стража“.
Пол Лукас умира на 15 август 1971 година в Танжер.

## Избрана филмография
| Година | Филм             | Оригинално заглавие | Роля               | Режисьор      |
| ------ | ---------------- | ------------------- | ------------------ | ------------- |
| 1938   | Дамата изчезва   | The Lady Vanishes   | доктор Хартц       | Алфред Хичкок |
| 1943   | Стража на Рейн   | Watch on the Rhine  | Курт Мюлер         | Херман Шумлин |
| 1963   | Купон в Акапулко | Fun in Acapulco     | Максимилиан Дауфин | Ричард Торпе  |